# Arabische Socialistische Ba'ath-partij
De Arabische Socialistische Ba'ath-partij (Arabisch: حزب البعث العربي الاشتراكي , Ḥizb Al-Ba‘ath Al-‘Arabī Al-Ishtirākī) was een politieke partij opgericht in Syrië door Michel Aflaq, Salah al-Din al-Bitar en medewerkers van Zaki al-Arsuzi. De partij omarmde het Ba'athisme. Ba'athisme roept op tot eenwording van de Arabische wereld in één staat. Haar motto, "Eenheid, Vrijheid, Socialisme", verwijst naar Arabische eenheid en de bevrijding van niet-Arabische controle en inmenging.
Door de Syrische coup in 1966 splitste de Ba'ath-partij in een Syrisch-geleide factie en een Iraaks-geleide factie.